# Biopejs
En biopejs er et alternativ til gas- og traditionelle pejse som man kender dem. Biopejse brænder på bioethanol, og leveres derfor uden skorsten eller større installationskrav.
Biopejse er mere miljøvenlige en alternativerne pga. brændselskilden.
I Danmark er der ingen standard eller krav til produkterne, der er dog flere der efterhånden er mærket med TÜV (tysk sikkerhedsstyrelse) eller SP SITAC (svensk sikkerhedsstyrelse). 
Der har været et par uheld med biopejse, der har skyldtes uhensigtsmæssig brug, installation og produktdesign. Sikkerhedsstyrelsen er i kølvandet på disse uheld, der ikke har indbefattet godkendte pejse, ved at undersøge markedet for biopejse. Sikkerhedsstyrelsen har sat biopejse på dagsordenen hos EU for at sikre ensartede regler vedr. sikkerhedskrav for biopejse.